# Kadiogo
Le Kadiogo est une des 47 provinces du Burkina Faso, située dans la région du Kadiogo.

## Géographie

### Situation
La province du Kadiogo est située dans la région Kadiogo et constitue la seule et unique province de cette région.

### Démographie
- En 1985, la province du Centre comptait 640 108 habitants recensés[2],[3].
- En 1996, la province comptait 941 894 habitants recensés[2],[4].
- En 2003, la province comptait 1 169 633 habitants estimés[5].
- En 2006, la province comptait 1 727 390 habitants recensés, soit une augmentation de 83 % en 10 ans[2],[6].
- En 2019, la province comptait 3 032 668 habitants recensés, soit une augmentation de 76 % en 13 ans[1].

### Principales localités
- Chef-lieu : Ouagadougou (1 475 223 habitants en 2006[6]), qui est aussi aujourd’hui la capitale du pays (dans le passé cette capitale était à Bobo-Dioulasso dans la province du Houet) concentre dans son agglomération l'essentiel de la population de la province. Le département et la commune ayant absorbé ses départements et communes limitrophes occupe administrativement une large partie de la province, d'anciennes communes étant devenues des arrondissements dans la commune agrandie. Toutefois la toponymie locale conserve dans les noms des arrondissements les noms des anciennes communes, ainsi que dans les quartiers les noms des anciens villages inclus dans chaque arrondissement. Le reste de la population de la province est situé dans une frange rurale où subsistent encore des villages, mais qui n'ont plus le statut de communes de plein droit et qui ont été eux aussi regroupés dans des départements ou communes agrandies. L'agglomération quant à elle continue de s'étendre sur les autres départements ou communes de la province, mais aussi sur certains départements et communes des régions voisines.

## Histoire
En raison du poids démographique important de cette province dans le pays, elle est la seule province du Burkina à constituer la totalité de sa propre région, depuis la création des régions administratives (par regroupement des provinces) et la promotion des départements en communes de plein droit (à la place des villages).
Le 2 juillet 2025, à la suite d'un redécoupage administratif décidé en conseil des ministres, la région est renommée Kadiogo.

## Administration

### Chef-lieu et haut-commissariat
Ouagadougou est le chef-lieu de la province (également le chef-lieu de la région), administrativement dirigée par un haut-commissaire, nommé par le gouvernement et placé sous l'autorité du gouverneur de la région. Le haut-commissaire coordonne l'administration locale des préfets nommés dans chacun des départements.
| Période        | Période        | Identité                       | Fonction précédente    | Observation |
| -------------- | -------------- | ------------------------------ | ---------------------- | ----------- |
| 2004           | 8 juillet 2016 | M. Boureima Bougouma           |                        |             |
| 8 juillet 2016 | En cours       | Mme B. Madeleine Traoré/Bicaba | Administratrice civile | [ 8 ]       |

| Période        | Période  | Identité                        | Fonction précédente  | Observation |
| -------------- | -------- | ------------------------------- | -------------------- | ----------- |
| 8 juillet 2016 | En cours | M. Dominique Wendpanga Bandaogo | Administrateur civil | [ 8 ]       |

### Départements ou communes

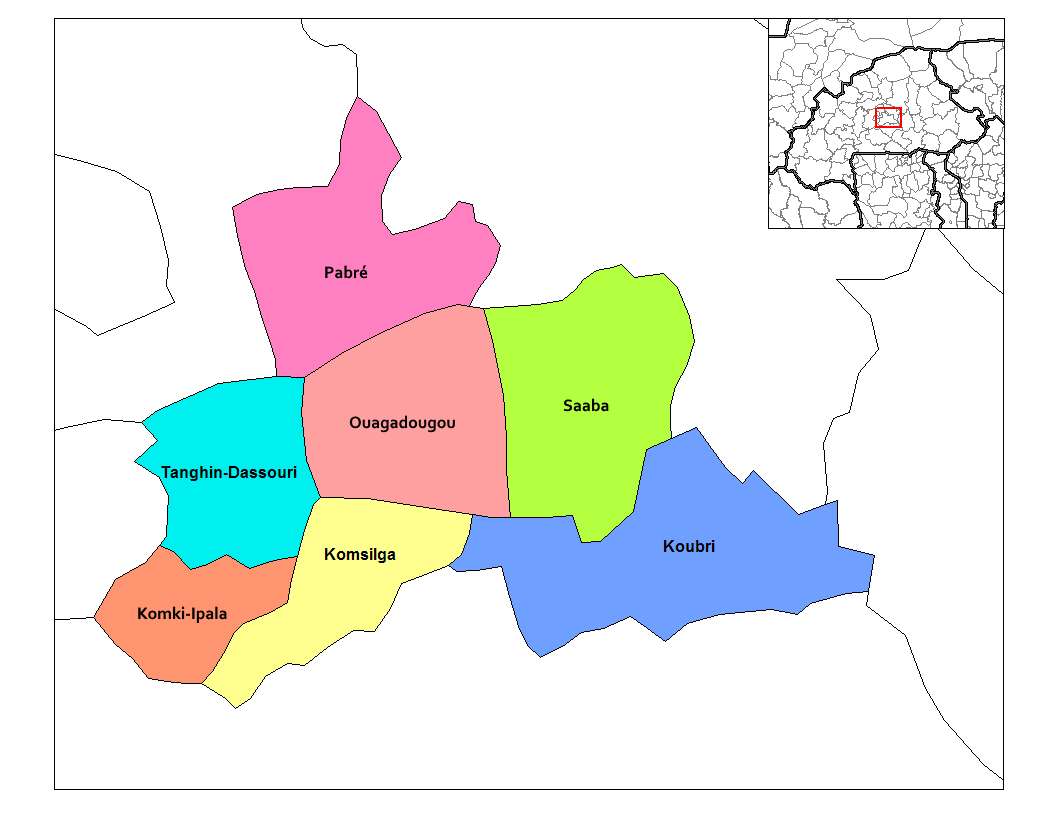
Localisation des sept départements ou communes de la province du Kadiogo, formant également les cinq districts sanitaires de Baskuy, Bogodogo, Boulmiougou, Sig Noghin et Nongrémassom.

La province du Kadiogo comprend sept départements ou communes ; six sont des communes rurales, Ouagadougou est une commune urbaine à statut particulier dont la ville chef-lieu homonyme, subdivisée en secteurs urbains, est également chef-lieu de la province et de la région :
| Département ou commune     | Type de commune              | Subdivisions (depuis 2012),                   | Ville ou village chef-lieu                                           | Population totale | Population totale | Population totale | Population totale |
| Département ou commune     | Type de commune              | Subdivisions (depuis 2012),                   | Ville ou village chef-lieu                                           | Rec. 1996         | Est. 2003         | Rec. 2006         | Rec. 2019         |
| -------------------------- | ---------------------------- | --------------------------------------------- | -------------------------------------------------------------------- | ----------------- | ----------------- | ----------------- | ----------------- |
| Komki-Ipala                | rurale                       | 17 villages                                   | Komki-Ipala                                                          | 19 144            | 20 748            | 20 562            | 22 556            |
| Komsilga                   | rurale                       | 36 villages                                   | Komsilga                                                             | 26 385            | 35 397            | 53 108            | 101 193           |
| Koubri                     | rurale                       | 25 villages                                   | Koubri                                                               | 39 041            | 41 045            | 43 928            | 60 802            |
| Ouagadougou                | urbaine (statut particulier) | 1 ville (55 secteurs dans 12 arrondissements) | Ouagadougou (chef-lieu de province et de région, capitale nationale) | 735 699           | 939 967           | 1 475 223         | 2 453 496         |
| Pabré                      | rurale                       | 21 villages                                   | Pabré                                                                | 23 918            | 28 422            | 27 896            | 40 713            |
| Saaba                      | rurale                       | 23 villages                                   | Saaba                                                                | 30 198            | 50 340            | 50 885            | 285 081           |
| Tanghin-Dassouri           | rurale                       | 30 villages                                   | Tanghin-Dassouri                                                     | 52 810            | 53 714            | 55 172            | 68 827            |
| 7 départements ou communes | 7 départements ou communes   | 1 ville (55 secteurs) et 152 villages         | Total                                                                | 941 894           | 1 169 633         | 1 727 390         | 3 032 668         |

### Jumelages et accords de coopération
- Ouagadougou avec :
  -  Loudun (France) depuis 1967,
  -  Leuze-en-Hainaut (Belgique) depuis 1968.
  -  San Miniato (Italie) depuis 1997,
  -  Koweït City (Koweït) depuis 1998,

## Santé et éducation
Les sept communes de la province forment cinq districts sanitaires : les districts de Baskuy (incluant les arrondissements centraux de Ouagadougou), Bogodogo, Boulmiougou, Sig Noghin et de Nongrémassom (incluant chacun certains arrondissements périphériques de la ville de Ouagadougou) sont nommés selon l'un d'entre eux (qui étaient auparavant des communes séparées avant de former les 5 premiers arrondissements de la ville avant son extension à de nouveaux secteurs ou villages).